# Pierre Buyoya

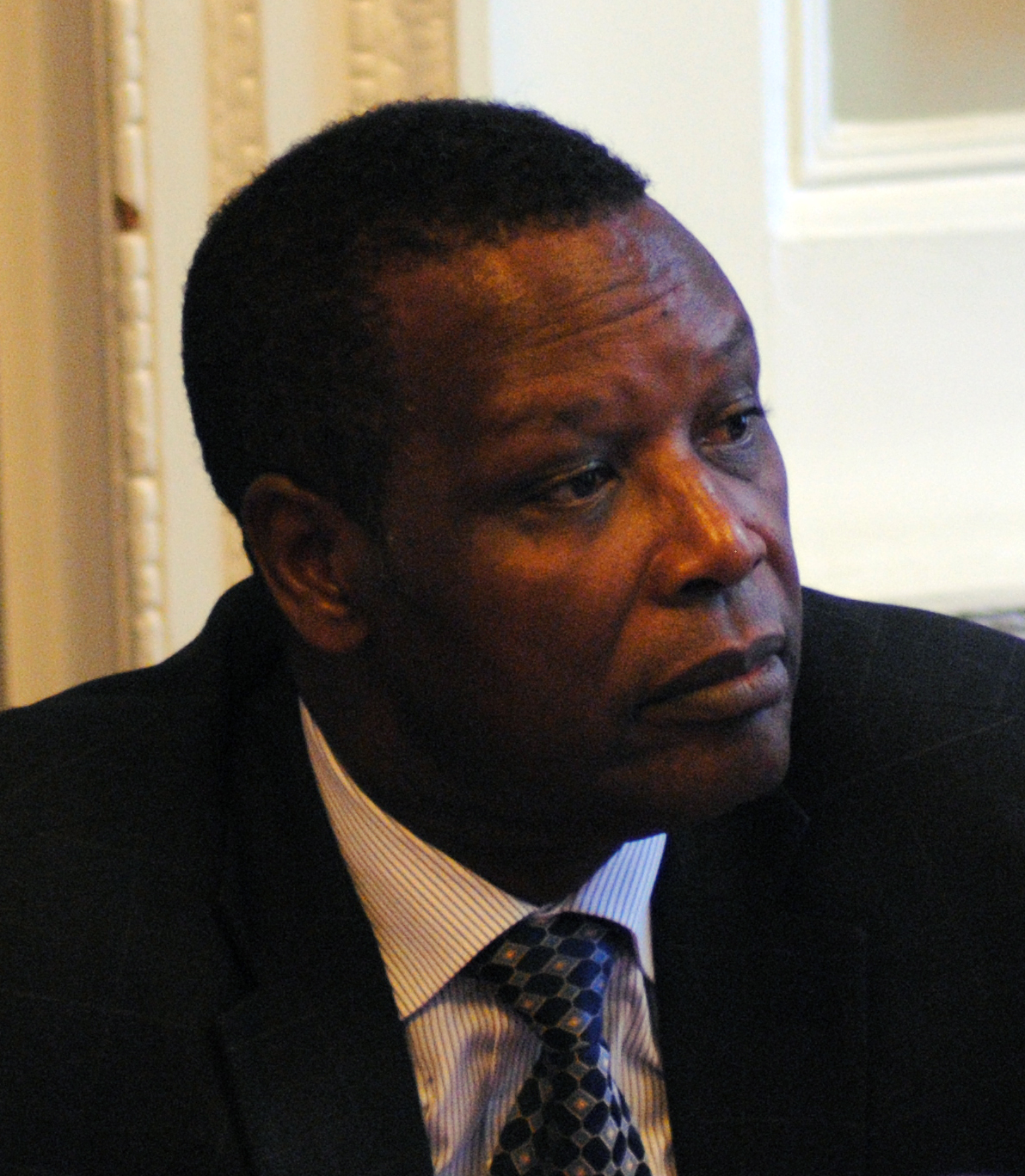
Pierre Buyoya (2013)

Pierre Buyoya (* 24. November 1949 in Rutovu; † 17. Dezember 2020 in Paris) war ein burundischer Offizier und Politiker. Von 1987 bis 1993 und von 1996 bis 2003 amtierte er als Staatspräsident.
Im September 1987 leitete Buyoya, zu dieser Zeit Generalstabsmitarbeiter im Range eines Majors, einen Militärputsch gegen die zweite Republik in Burundi unter Jean-Baptiste Bagaza und setzte sich selbst als ersten Präsidenten der dritten Republik ein. Er verkündete ein Programm der Liberalisierung und Verbesserung der Beziehungen zwischen den ethnischen Gruppen der Hutu und Tutsi, war aber selbst Tutsi und stand einer gewaltsam herrschenden, von Tutsi dominierten Junta vor. Dies führte 1988 zu einem Aufstand der Hutu mit ungefähr 20.000 Toten. Daraufhin berief Buyoya eine Kommission ein, die Wege aus der Gewalt finden sollte.
Diese Kommission erstellte eine neue Verfassung, die Buyoya 1992 annahm. Diese Verfassung forderte eine nicht-ethnische Regierung mit einem Präsidenten und einem Parlament. Die im Juni 1993 abgehaltenen Wahlen wurden von dem Hutu Melchior Ndadaye gewonnen, der eine ausgeglichene Hutu- und Tutsu-Regierung bildete. Trotzdem ermordete die Armee Ndadaye, sodass der Bürgerkrieg wieder aufflammte. Annähernd 150.000 Menschen wurden in dem Krieg getötet. Es gab verschiedene Versuche der Regierung, die Kämpfe zu beenden, aber sogar die Koalitionsregierung unter Sylvestre Ntibantunganya scheiterte.
In einem erneuten Staatsstreich am 25. Juli 1996 verdrängte Buyoya Ntibantunganya und kehrte an die Macht zurück. Der Bürgerkrieg schwächte sich daraufhin zwar ab, ging aber weiter. Als Vizepräsident berief Buyoya den Hutu Domitien Ndayizeye, auf welchen die Präsidentschaft am 30. April 2003 überging.
2012 wurde Buyoya anlässlich des aufflammenden Bürgerkrieges in Nordmali zum Beauftragten der Afrikanischen Union für Mali und die Sahelzone ernannt. Diese Tätigkeit übte er bis November 2020 aus.
Buyoya starb im Dezember 2020 im Alter von 71 Jahren in Paris auf dem Weg ins Krankenhaus an den Folgen von COVID-19. Er war zuvor aus Mali ausgeflogen worden, wo er bereits beatmet worden war.